# Fiat 16-20 HP
Fiat 16-20 HP a fost un automobil de pasageri produs de compania Fiat între anii 1903 și 1906.
Vehiculul a fost fabricat în patru serii distincte, fiecare beneficiind de anumite modificări:
- Prima serie a fost lansată în anul 1903. Automobilul avea un ampatament de 2120 mm și era echipat cu un motor în linie cu patru cilindri, având o capacitate cilindrică de 4179 cm³ și o putere de 15 kW (20 CP). În cadrul acestei serii au fost fabricate 100 de unități.

- A doua serie a modelului a fost introdusă în 1904, beneficiind de un ampatament extins la 2.585 mm și de un motor îmbunătățit, capabil să genereze o putere de 18 kW (24 CP). Automobilul a primit denumirea de Fiat 16-24 HP, iar producția acestei serii s-a ridicat la 130 de unități.
- A treia serie, lansată tot în 1904, a adus o creștere suplimentară a ampatamentului, care a ajuns la 2.853 mm. Modelul a revenit la denumirea de Fiat 16-20 HP, iar această serie a inclus un total de 171 de unități fabricate.
- A patra serie, produsă în 1906, a introdus un motor complet nou, cu o capacitate cilindrică de 4503 cm³.[1] În cadrul acestei serii au fost produse 290 de unități.

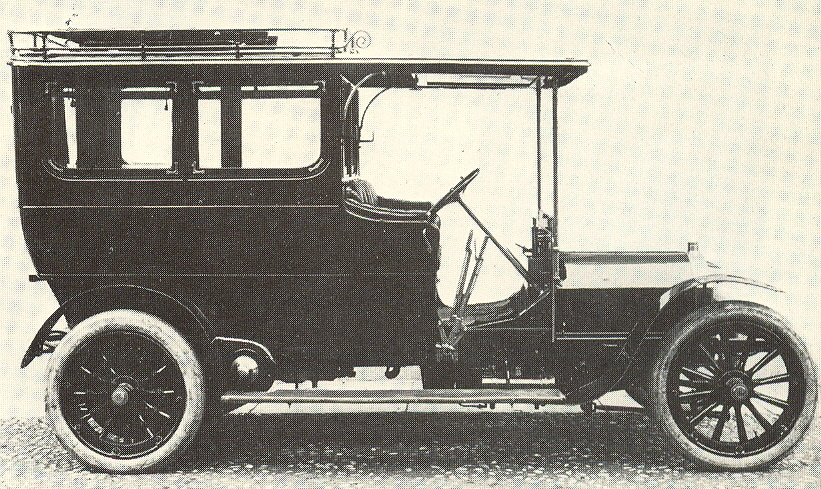
Fiat 16-24 HP